# 좌파당 (스웨덴)
좌파당(左派黨, 스웨덴어: Vänsterpartiet, V)은 스웨덴의 사회주의 정당으로, 1917년 설립되었다. 좌익 정당으로서 경제적으로는 민영화에 반대하고 공공지출 증가를 주장하며, 외교적으로는 유럽회의주의 성향으로 유럽연합과 NATO에 비판적이고 스웨덴의 유로존 가입에 반대한다. 1980년 스웨덴의 비동맹 운동 가입을 추진하기도 했으나 실패하였다. 이외에 생태사회주의, 반인종주의, 여성주의, 공화주의 성향을 띈다.
정부 여당에 참여한 적은 한번도 없으나 스웨덴 사회민주노동당 정부에 신임 공급을 통한 지지를 해왔다. 좌파정당들의 연합인 적녹동맹에는 가입하지 않았으나, 2021년 집세 개혁 문제로 지지를 철회하기 전까지 스테판 뢰벤 정부를 수동적으로 지지하였다.

## 역사
1917년 스웨덴 사회민주노동당이 자유주의 진영과 협력하고 러시아에서 일어난 볼셰비키 혁명을 지지하지 않자 반발한 강경좌파들이 탈당하여 "스웨덴 사회민주좌파당"으로서 설립한 것이 기원이다. 이후 대부분의 지도층은 다시 사회민주당으로 돌아갔으나 노동운동을 기반으로 하여 1921년 코민테른에 가입하며 스웨덴 공산당으로 탈바꿈하였고, 이때 당에서 쫓겨난 자유주의자와 반공주의자들은 사회민주좌파당을 재창당했다가 사회민주당에 흡수되었다. 1924년에는 제트 회글룬드(Zeth Höglund) 등 코민테른에 반대한 이들이 탈당하여 스웨덴 공산당을 재창당하기도 했다.
1967년 이름을 "좌파당 - 공산주의자들"로 바꾸었고 1990년 공산주의를 포기하고 "좌파당"으로 다시 개칭했다.

## 같이 보기
- 아르베타르나스 빌드닝스푀르분드
- 스웨덴의 정당